# Iso-Otava
Iso-Otava är en ö i Finland. Den ligger i sjön Näsijärvi och i kommunen Ylöjärvi i den ekonomiska regionen Tammerfors och landskapet Birkaland, i den södra delen av landet, 170 km norr om huvudstaden Helsingfors. Öns area är 1,12 kvadratkilometer och dess största längd är 2,3 kilometer i öst-västlig riktning.